# Eddie Marshall
Eddie Marshall (13. dubna 1938 Springfield, Massachusetts, USA – 7. září 2011 San Francisco, Kalifornie, USA) byl americký jazzový bubeník. Během střední školy hrál v různých R&B a v roce 1956 se přestěhoval do New Yorku. Zde hrál například s Charliem Marianem, Tošiko Akijoši a Mikem Nockem. Roku 1967 spoluzaložil kvartet The Fourth Way, se kterou hrál do poloviny sedmdesátých let. V druhé polovině dekády hrál v kapele Almanac. Rovněž spolupracoval s dalšími hudebníky, mezi něž patří Jon Hendricks, The Pointer Sisters, Archie Shepp, Ahmad Jamal nebo Kenny Burrell. Zemřel po infarktu ve svých třiasedmdesáti letech.